# Mark Rutte
Mark Rutte (Haia, 14 de fevereiro de 1967) é um historiador, professor e político neerlandês que atua como secretário-geral da Organização do Tratado do Atlântico Norte (OTAN) desde outubro de 2024. Filiado ao Partido Popular para a Liberdade e Democracia foi de 2010 a julho de 2024 o Primeiro-ministro dos Países Baixos.
Depois de uma carreira empresarial trabalhando para a Unilever, Rutte entrou na política em 2002 após ser nomeado para o cargo de Secretário de Estado para Assuntos Sociais e Emprego no gabinete do primeiro-ministro Jan Peter Balkenende do Apelo Democrata-Cristão (CDA), fruto de um acordo de coalizão que garantiu ao VVD vários assentos no gabinete Balkenende I. Rutte foi posteriormente eleito para a Câmara dos Deputados nas eleições de 2003. Em 2004, tornou-se Secretário de Estado da Educação, Cultura e Ciência no gabinete Balkenende II. Após as eleições municipais de 2006, que resultaram em grandes perdas para o VVD, o líder do partido, Jozias van Aartsen, anunciou sua renúncia. Rutte esteve na liderança na eleição subsequente; tendo sido eleito em 31 de maio, renunciando ao cargo Secretário de Estado logo depois. Rutte liderou o VVD na eleição de 2006; embora o VVD tenha perdido seis assentos, o partido tornou-se o segundo maior partido de oposição.
Sob sua liderança o VVD ganhou o maior número de votos apurados nas eleições de 2010, tornando-se o maior partido na Câmara dos Deputados pela primeira vez na história do partido. Após longas negociações de coalizão, Rutte foi empossado como primeiro-ministro dos Países Baixos em 14 de outubro de 2010. Rutte foi o primeiro liberal a ser nomeado primeiro-ministro em 92 anos, assim como o segundo primeiro-ministro mais jovem da história holandesa.
Um impasse nas negociações orçamentárias levou ao colapso precoce de seu governo em abril de 2012, mas nas eleições subsequente o VVD ganhou o seu maior número de assentos de todos os tempos, com Rutte retornando como primeiro-ministro para liderar uma coalizão entre o VVD e o Partido do Trabalho (PvdA). Este gabinete tornou-se o primeiro desde 1998 a terminar seu mandato de quatro anos. Embora nas eleições de 2017, o VVD tenha perdido assentos, permaneceu como o maior partido à frente do Partido pela Liberdade (PVV). Após um período de formação recorde, Rutte foi nomeado para liderar uma nova coalizão entre o VVD, CDA, Democratas 66 (D66) e a União Cristã. Ele foi empossado para seu terceiro mandato como primeiro-ministro em 26 de outubro de 2017.
Rutte e seu gabinete ofereceram sua renúncia ao rei em 15 de janeiro de 2021 depois do escândalo dos apoios sociais pelas autoridades fiscais holandesas.  Contudo, Rutte permaneceu no cargo até as eleições de 2021, liderando o VVD a terminar em primeiro lugar pela quarta eleição consecutiva. Após outro período de formação recorde, ele iniciou seu quarto mandato como primeiro-ministro em 10 de janeiro de 2022. Devido à sua capacidade de sair de escândalos políticos com sua reputação intacta, Rutte foi referido como "Teflon Mark". Em 2 de agosto de 2022, tornou-se o primeiro-ministro dos Países Baixos com maior tempo de exercício do cargo, quebrando o recorde de Ruud Lubbers (1982-1994).

## Biografia

### Primeiro anos e juventude
Rutte nasceu em Haia no seio de uma família reformada holandesa, como o filho mais novo de Izaäk Rutte (5 de outubro de 1909 - 22 de abril de 1988), um comerciante, e de sua segunda esposa, Hermina Cornelia Dilling (13 de novembro de 1923 - 13 de maio de 2020), uma secretária. Seu pai trabalhava para uma empresa de comércio; primeiro como importador nas Índias Orientais Holandesas, mais tarde como diretor de uma empresa nos Países Baixos.[carece de fontes?] A segunda esposa de seu pai foi a irmã de sua primeira esposa, Petronella Hermanna Dilling (17 de março de 1910 - 20 de julho de 1945), que morreu enquanto ela e ele estavam internados juntos em Tjideng, um campo de prisioneiros de guerra em Batavia, agora Jacarta, durante a Segunda Guerra Mundial. Rutte tem sete irmãos como resultado dos dois casamentos de seu pai. Um de seus irmãos mais velhos morreu de AIDS na década de 1980. Rutte descreveu mais tarde as mortes de seu irmão e de seu pai como eventos que mudaram o curso de sua vida.
Rutte frequentou o Maerlant Lyceum de 1979 até 1985, especializando-se em artes. Embora a ambição original de Rutte fosse frequentar um conservatório e tornar-se um pianista de concertos, ele foi estudar história na Universidade de Leiden, onde obteve em 1992 seu mestrado.  Depois, estudou no Instituto Internacional de Desenvolvimento de Gestão em Lausana, na Suíça. Rutte combinou seus estudos com uma posição no conselho da Organização da Juventude Liberdade e Democracia, a organização juvenil do VVD, da qual ele foi presidente de 1988 a 1991.

### Carreira empresarial
Após ter concluído seus estudos, Rutte foi contratado pela empresa alimentícia anglo-neerlandesa Unilever, onde ocupou o cargo de gerente de recursos humanos.
Em 1997, tornou-se Diretor de Pessoal da Van den Bergh Nederland, mas retornou à Unilever três anos depois, onde exerceu um cargo como Diretor de Recursos Humanos diretamente sob a gestão do Conselho de Administração.
Em fevereiro de 2002, foi promovido a Diretor de Recursos Humanos da subsidiária da Unilever IgloMora BV, mas renunciou após cinco meses, após sua nomeação para o governo, na qual entrou sem um mandato eleito.

### Secretário de Estado
Em 22 de julho de 2002, Rutte foi nomeado Secretário de Estado do Emprego e de Assuntos Sociais e Pensões sob a liderança do Ministro dos Assuntos Sociais e Emprego Aart Jan de Geus no governo de coalizão liderado por Jan Peter Balkenende. Seu mandato, neste governo, durou apenas 86 dias, mas ele foi renomeado em 28 de maio de 2003, após as eleições antecipadas de 23 de janeiro.
Em seguida, ele abordou a reforma da lei de assistência social (Bijstandswet) ao aprovar um projeto de lei que deveria facilitar o retorno ao emprego. Em 17 de junho de 2004, tornou-se Secretário de Estado de Ensino Superior e Ciência no Ministério da Educação, Cultura e Ciência sob a liderança do ministro De Geus no gabinete Balkenende II.
Nessa posição, concentrou-se em promover o acesso ao ensino superior por meio da reforma de bolsas, que inicialmente eram concedidas na forma de empréstimos e que se tornariam um presente se o aluno tivesse sucesso. Em caso de reembolso, o beneficiário não pagaria mais uma mensalidade fixa, mas uma parte de sua renda. Rutte também aprovou uma lei em 2006 dando maior autonomia às universidades.

### Liderança do Partido Popular para a Liberdade e Democracia
Eleito líder político e líder da lista do Partido Popular para a Liberdade e Democracia (VVD) com 51% dos votos contra a controversa ministra da Imigração Rita Verdonk em 31 de maio de 2006, ele assumiu a presidência do grupo do partido na Segunda Câmara em 27 de junho de 2006, deixando efetivamente o governo. Verdonk fundou o partido Trots op Nederland em 2008, e se aposentou da política em 2010.
Rutte liderou a campanha liberal para a eleição antecipada em 22 de novembro de 2006, onde o VVD perdeu seis assentos, mantendo 22 assentos de 150 e ficando em quarto lugar, atrás do Partido Socialista (SP).

### Vitória nas eleições de 2010
Em 12 de março de 2010, ele foi escolhido o principal candidato da lista VVD, tendo em vista as eleições gerais antecipadas em 9 de junho. Durante a campanha, ele mostrou-se muito crítico do Apelo Democrata-Cristão (CDA) e seu líder, o primeiro-ministro Jan Peter Balkenende, embora sustentando que ele não estava pronto para aliar-se ao Partido do Trabalho (PvdA) de Job Cohen. Proclamado vencedor do debate televisionado nos Países Baixos em 23 de maio, sua campanha concentrou-se na redução do défice público, na redução da tributação e no endurecimento da política de imigração.
No dia da eleição, pela primeira vez desde a sua fundação em 1948, o VVD saiu na frente com 20,4% dos votos e 31 dos 150 representantes, um assento à frente do Partido do Trabalho. Como líder do partido liberal na Segunda Câmara, ele tornou-se o primeiro primeiro-ministro liberal em 92 anos e o primeiro do VVD.

### Primeiro-ministro

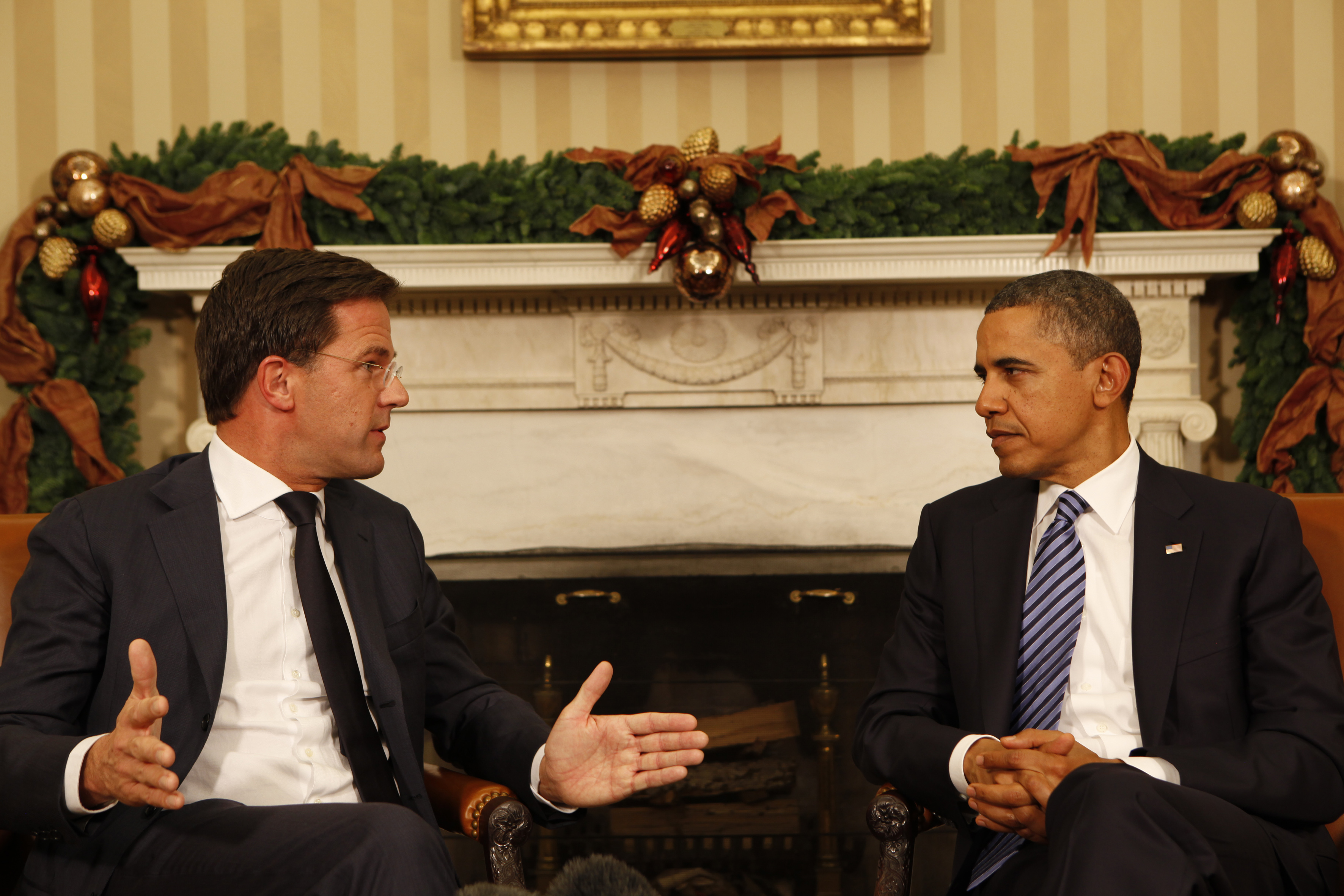
Primeiro-Ministro Rutte se reúne com o presidente dos Estados Unidos, Barack Obama no Salão Oval em 2011.

Sob sua liderança o VVD ganhou as eleições gerais em 2010. Aproximadamente três meses depois, Rutte formou o Governo Rutte I - um governo de coalizão com o Apelo Democrata-Cristão que obteve o apoio parlamentar do Partido para a Liberdade. Após a queda desse gabinete, seu partido venceu novamente as eleições gerais em 2012. Em seguida formou o Governo Rutte II - um segundo gabinete com o Partido do Trabalho. Após o fim do mandato desse gabinete, liderou o VVD à terceira vitória eleitoral consecutiva, e formou o Governo Mark Rutte III.
Os seus principais objectivos eram cortar a despesa pública, especialmente nos cuidados de saúde, e isentar as grandes empresas de um imposto sobre dividendos, mas mais tarde abandonou-o. Declarou também que "não haverá mais dinheiro para a Grécia" e comprometeu-se a descriminalizar a negação do Holocausto, embora também tenha renunciado a isso.
No contexto da pandemia de COVID-19, opôs-se a que a UE organizasse ajuda financeira aos países mais afectados, antes de aderir sob pressão dos seus aliados europeus.
O seu governo foi criticado em 2020 num relatório parlamentar, num escândalo de bem-estar. Determinados a combater possíveis fraudes, os serviços estatais retiraram benefícios às famílias que a eles tinham direito, enquanto que etnicamente traçavam o perfil dos beneficiários. Cerca de 26.000 famílias perderam injustamente estes benefícios entre 2011 e 2019, de acordo com o relatório, e em alguns casos tiveram de reembolsar os montantes recebidos. Enquanto a esquerda radical e os ambientalistas, alarmados pelos apelos dos pais, apelaram sem êxito a uma investigação já em 2014, os partidos no poder há muito que ignoram a questão. Políticos seniores, incluindo vários ministros em exercício, são acusados de terem optado por fazer vista grossa a disfunções de que tinham conhecimento.
Em 2 de agosto de 2022, Rutte tornou-se o primeiro-ministro dos Países Baixos que está mais tempo no cargo, derrotando Ruud Lubbers, que antes era o recordista.

### Secretário-geral da OTAN

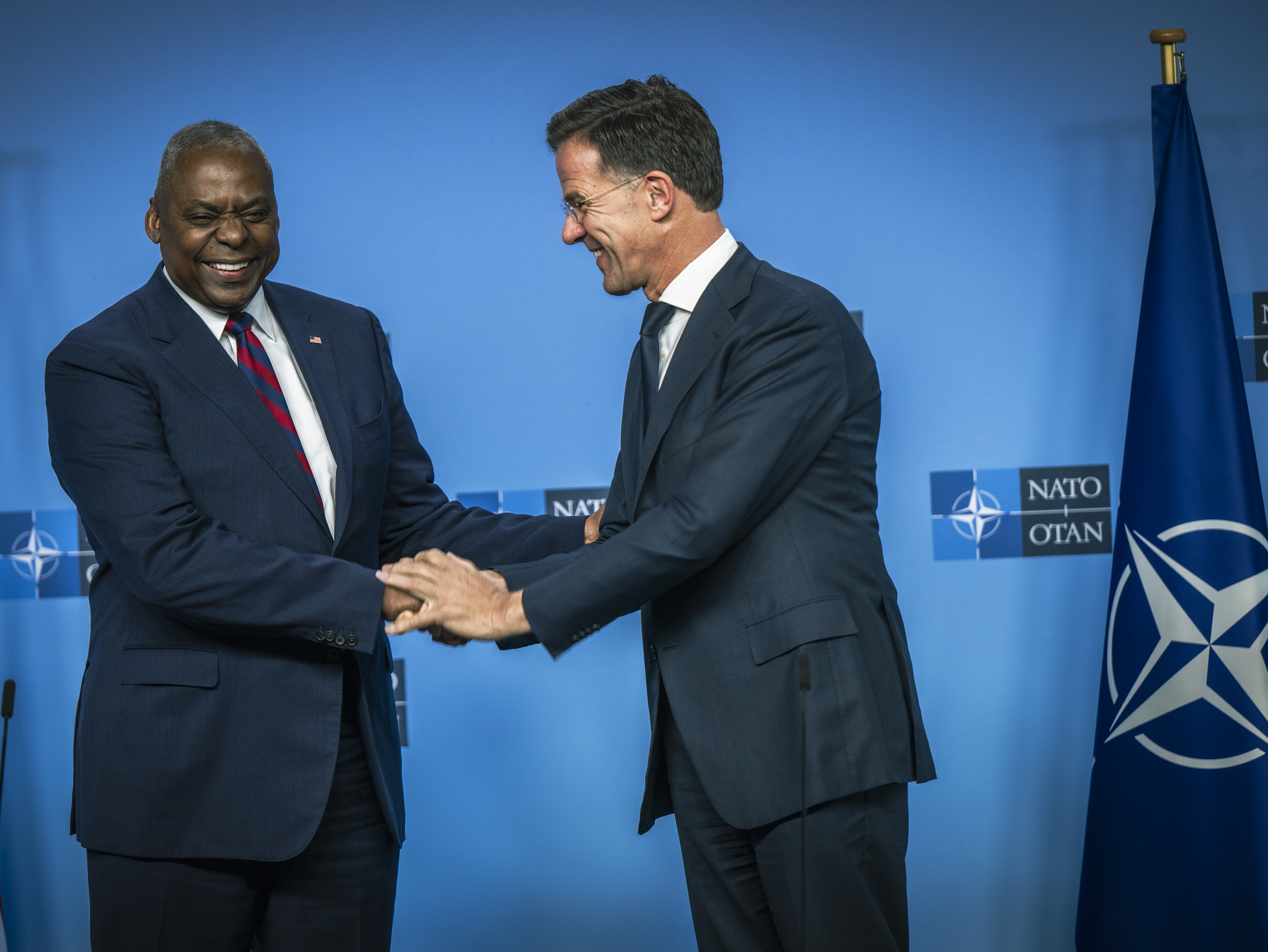
O secretário de Defesa dos Estados Unidos, Lloyd Austin, e Mark Rutte na sede da OTAN em Bruxelas, Bélgica, em 17 de outubro de 2024

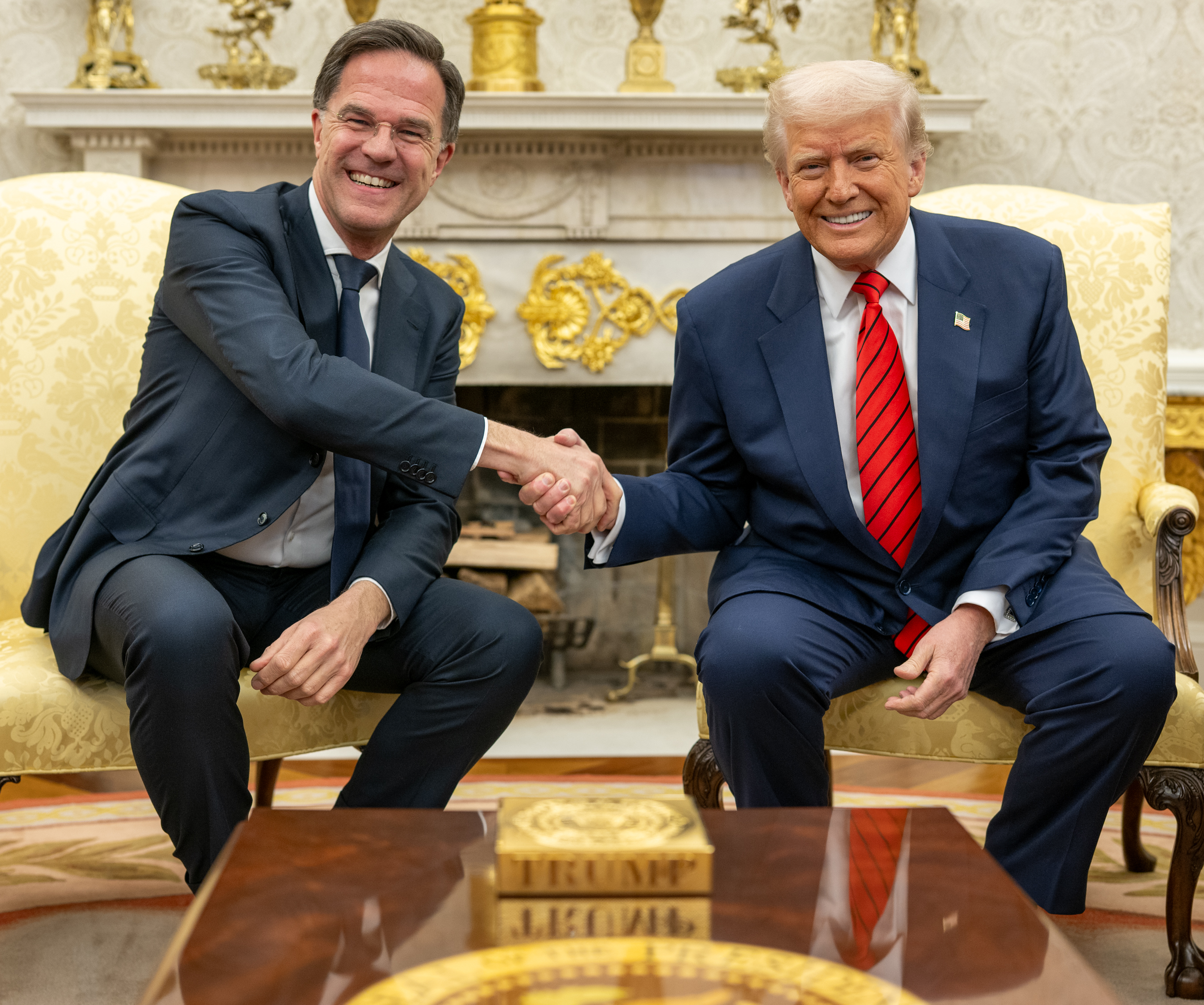
Rutte com o presidente dos EUA, Donald Trump, em 13 de março de 2025

Após sua saída da política nacional, Rutte sucedeu Jens Stoltenberg como o 14º secretário-geral da OTAN em 1º de outubro de 2024 durante uma cerimônia de entrega na sede da OTAN em Bruxelas. Apesar de ter afirmado anteriormente que queria se concentrar no ensino médio após seu cargo de primeiro-ministro, ele anunciou sua candidatura ao cargo em outubro de 2023. Sua candidatura recebeu apoio público dos governos dos Estados Unidos, Reino Unido, Alemanha e França em fevereiro de 2024. Rutte conseguiu superar a oposição dos últimos redutos da Turquia, Hungria, Eslováquia e Romênia nos meses seguintes, com seu único oponente, o presidente romeno Klaus Iohannis, desistindo uma semana antes de sua nomeação oficial em 26 de junho de 2024.
Em outubro de 2024, Rutte disse que mais de 600.000 soldados russos foram mortos ou feridos durante a guerra contra a Ucrânia.
Como secretário-geral, Rutte pediu aos países membros que aumentassem o seus gastos e a produção de defesa, afirmando que uma mentalidade de guerra era necessária. Ele disse que os gastos adicionais seriam necessários para garantir uma defesa coletiva e evitar um ataque russo após a invasão da Ucrânia.
Rutte pediu repetidamente o envio de mais armas para a Ucrânia. Ele disse que quaisquer futuras negociações de paz com a Rússia devem ser lideradas pela Ucrânia a partir de uma posição de força.
Em março de 2025, após o anúncio do novo governo Trump de que não apoia a adesão da Ucrânia à OTAN, Rutte afirmou que a Ucrânia nunca recebeu a promessa de adesão à OTAN como parte de um acordo de paz, e, que a Europa e os EUA deveriam eventualmente normalizar as relações com a Rússia após um acordo de paz.
De 24 a 25 de junho de 2025, a Cúpula de Haia, inaugurada por Rutte, natural de Haia, como secretário-geral, será uma corda bamba entre Donald Trump e Volodymyr Zelensky, presidente da da Ucrânia.